# Muhammad Záhir Šáh
Muhammad Záhir Šáh z dynastie Barakzaj (15. října 1914 Kábul – 23. července 2007 Kábul) byl posledním afghánským králem v letech 1933–1973. Stal se nástupcem svého otce Muhammada Nádira Šáha, který se králem prohlásil po abdikaci a emigraci svého strýce Amanulláha Chána v roce 1929. Záhir Šáhovou matkou byla Mah Parwar Begum.

## Vzdělání
Záhir Šáh byl paštunského původu, ale současně uznával i perský jazyk, a tak k sobě mohl připojit dvě majoritní skupiny afghánského obyvatelstva, mluvícího převážně jedním z těchto jazyků. Muhammad Záhir Šáh studoval na Pasteurově institutu v Paříži a na univerzitě v Montpellieru. Po návratu do Kábulu absolvoval vojenskou akademii (1932). Plynně mluvil paštsky, persky, anglicky, francouzsky a italsky.

## Období vlády
Po zavraždění svého otce se stal Záhir Šáh ve věku devatenácti let 8. listopadu 1933 afghánským králem. Během prvních dvaceti let vládl pouze formálně, skutečnou moc postoupil svým třem strýcům. Sám se spíše zajímal o literaturu a umění.
V roce 1964 vyhlásil liberální ústavu. Uzákonil v ní všeobecné volební právo (volby se poprvé konaly r. 1965), program politické a ekonomické modernizace s demokratickými institucemi a právem na vzdělání žen. Ženy mohly odložit tradiční burky a začít se odívat po vzoru evropských žen. Monarchie dodržovala neutralitu, za pomoci zahraničního kapitálu byla budována hospodářská infrastruktura země. Spolupráce s oběma politickými bloky byla pro Afghánistán prospěšná. Záhir Šáh roku 1970 navštívil Československo.
Záhirovy reformy vedly k odporu militantních islámských kruhů, které vstoupily do opozice proti králi. Záhir Šáh se nato obrátil proti persky mluvícímu obyvatelstvu a začal upřednostňovat paštunský jazyk, což v důsledku vedlo ke krachu jeho politiky. Paštuni získávali postupně větší práva než ostatní obyvatelé a obsazovali nejdůležitější státní funkce.

## Období exilu
Roku 1973, v době, kdy si Záhir Šáh léčil v Itálii na choroby očí a zad, provedl v zemi jeho bratranec a dřívější premiér Muhammad Dáúd Chán státní převrat a prohlásil Afghánistán republikou. V srpnu téhož roku Muhammad Záhir Šáh dobrovolně abdikoval. Dvacet devět let pak žil v italském exilu v honosné vile v Olgiata severně od Říma. Návratu do vlasti zabránila králi Záhiru Šáhovi sovětská intervence v zemi na konci 70. let.
Král v této době i později podporoval boj mudžáhidů, odmítal sovětskou okupaci; ani po ní v roce 1991 však muslimští fundamentalisté jeho návrat do země nepovolili. Mudžáhidové vytýkali bývalému králi jeho bývalé vztahy se Sovětským svazem, druzí zase jeho malou aktivitu během exilu. Pro Taliban zůstal mužem, jehož ovládají nepřátelé islámu.
V roce 1991 přežil Záhir Šáh pokus o atentát, když na něj zaútočil nožem muž, vydávající se za portugalského novináře. V době vlády Talibanu odmítal Záhir Šáh proti tomuto hnutí vystoupit a zachovával mlčení. Když se Talibanu podařilo roku 1998 dobýt severoafghánské město Mazare Šaríf, bývalý král mu zaslal blahopřejný dopis. V roce 1999 však začal jednat s protitalibánovskou opozicí. Při svém návratu do Afghánistánu r. 2002 slíbil, že nového prezidenta Hámida Karzaího nebude odmítat.

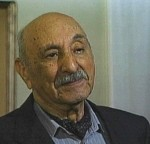
Muhammad Záhir Šáh

## Návrat do vlasti
Muhammad Záhir Šáh se vrátil do země u příležitosti zasedání Velké džirgy, nově ustaveného parlamentu, který zahájil jednání v červnu 2002. Záhir Šáh si pohrával s myšlenkou stát se afghánským prezidentem, ale odmítl obnovení království.[zdroj?] Nakonec získal titul Babá, tj. Otec národa, což je uvedeno i v nové afghánské ústavě jako vyjádření historické role krále M. Záhira Šáha jako nepolitického symbolu národní jednoty země. Tento titul však příslušel pouze Muhammadu Záhiru Šáhovi a pouze do jeho smrti. Bývalý král dostal k dispozici bývalý palác, ale Velká džirga mu trůn vrátit odmítla.
Záhir Šáh novou vládu kritizoval za snahy o rychlé provedení reforem bez zřetele na tradiční afghánské hodnoty. V roce 2002 za návštěvy Francie uklouzl v koupelně a pohmoždil si žebra a o rok později, když byl ve Francii na lékařské kontrole, zlomil si při pádu v koupelně stehenní kost v krčku. Později byl v Novém Dillí vyšetřován kvůli střevním potížím a v Emirátech po krvácení z nosu.
7. prosince 2004 přijal jako „Otec národa“ přísahu nového prezidenta Hámida Karzaího. Poslední léta byl již bývalý král slabý a aby ho bylo slyšet, musel používat mikrofon. Od ledna 2007 byl upoután na lůžko. Zemřel po dlouhé nemoci 23. července 2007. Pohřeb se konal hned druhý den 24. července, rakev byla vystavena v mešitě a pak přenesena do rodinné hrobky na vrchu Maranjan.

## Rodina
Muhammad Záhir Šáh se roku 1931 oženil s Huomairou Begum (zemřela 2002) a měli spolu šest synů a dvě dcery: princeznu Bilqis Begum (* 1932), prince Muhammada Akbara Chána (1933–1942), korunního prince Ahmeda Šáh Chána (* 1934), princeznu Maryam Begum (* 1936), prince Muhammada Nádira Chána (* 1941), prince Šáha Mahmúda Chána (1946–2002), prince Muhammada Daúda Paštunjar Chána (* 1949) a prince Mir Wais Chána (* 1957).

## Vyznamenání
- řetěz Řádu Muhammada Alího – Egyptské království, 7. ledna 1947
- velkokříž Řádu čestné legie – Francie, 1. ledna 1950
- řetěz Řádu Pahlaví – Írán, 26. března 1950
- Řád Pákistánu I. třídy – Pákistán, 1. února 1958
- řetěz Řádu Nilu – Egypt, 22. října 1960
- velkohvězda Řádu jugoslávské hvězdy – Jugoslávie, 1. listopadu 1960
- velkokříž speciální třídy Záslužného řádu Spolkové republiky Německo – Německo, 7. srpna 1963
- řetěz Řádu chryzantémy – Japonsko, 14. dubna 1969
- Řád Bílého lva I. třídy s řetězem – Československo, 1970[1]
- Královský Viktoriin řetěz – Spojené království, 7. prosince 1971[2]
- velkokříž s řetězem Řádu zásluh o Italskou republiku – Itálie, 1972
- velkostuha Řádu Leopoldova – Belgie
- velkostuha Řádu Hášimovců – Irák
- Velký řád Mugunghwa – Jižní Korea
- velkostuha Řádu Al Husejna bin Aliho – Jordánsko
- velkostuha Národního řádu cedru – Libanon
- velkokříž Řádu Spasitele – Řecké království